# Habranthus sylvaticus
Habranthus sylvaticus är en amaryllisväxtart som först beskrevs av Carl Friedrich Philipp von Martius, Schult. och Julius Hermann Schultes, och fick sitt nu gällande namn av Herb.. Habranthus sylvaticus ingår i släktet Habranthus och familjen amaryllisväxter. Inga underarter finns listade i Catalogue of Life.